# Tim Breaux
Timothy Duron „Tim“ Breaux (* 19. September 1970 in Baton Rouge) ist ein ehemaliger US-amerikanischer Basketballspieler.

## Laufbahn
Breaux wurde in Baton Rouge (US-Bundesstaat Louisiana) geboren, ab dem zehnten Lebensjahr wuchs er in dem nahegelegenen Ort Zachary auf. Von 1988 bis 1992 spielte er für die Mannschaft der University of Wyoming in der ersten NCAA-Division. Der 2,01 Meter große Flügelspieler schloss seine vierjährige NCAA-Zeit in der Saison 1991/92 mit Mittelwerten von 16,3 Punkten und 4,5 Rebounds ab.
Das erste Jahr seines Profidaseins verbrachte er in der US-Liga Continental Basketball Association (CBA) bei der Mannschaft Sioux Falls Skyforce (50 Spiele: 13,7 Punkte/Spiel). Er ging anschließend nach Europa, spielte in der Saison 1993/94 erst kurzzeitig beim französischen Zweitligisten Tours (4 Spiele: 16 Punkte/Spiel), hernach bei Pamesa Valencia in Spaniens höchster Spielklasse Liga ACB (18 Spiele: 13,3 Punkte/Spiel).
Ende August 1994 wurde Breaux von der NBA-Mannschaft Houston Rockets unter Vertrag genommen. An der Seite von Clyde Drexler und Hakeem Olajuwon wurde er in der Saison 1994/95 NBA-Meister. Breaux wurde im Meisterschaftsspieljahr in 42 Partien eingesetzt und erzielte im Schnitt drei Punkte je Begegnung. Auch 1995/96 stand er im Aufgebot der Texaner, bei 54 Einsätzen kam der Flügelspieler wiederum auf durchschnittlich drei Punkte pro Partie.
In der Vorbereitung auf die Saison 1996/97 weilte Breaux bei den Vancouver Grizzlies, wurde aber Ende Oktober 1996 aus dem Kader gestrichen. Er bestritt dann neun Partien für Sioux Falls Skyforce sowie drei für Rockford Lightning (jeweils CBA). Breaux zog erneut das Interesse einer NBA-Mannschaft auf sich, erhielt Anfang August 1997 einen Vertrag von den Milwaukee Bucks, wurde Mitte November 1997 aber entlassen, nachdem er in sechs NBA-Spielen für die Mannschaft auf dem Feld gestanden hatte (1,7 Punkte/Spiel). Im weiteren Verlauf des Spieljahres 1997/98 stand er bei Idaho Stampede in der CBA unter Vertrag, überzeugte dort mit 16,2 Punkten je Begegnung. Im Frühjahr 1998 verließ er sein Heimatland und heuerte bei Cáceres C.B. in Spanien an. Für Cáceres bestritt er bis Saisonende 15 Spiele (10,9 Punkte/Spiel).
In der Saison 1998/99 wurde er während der laufenden Spielzeit von Galatasaray Istanbul verpflichtet. Für den italienischen Klub Zucchetti Montecatini bestritt er 1999/2000 zwei Ligaspiele, zur Saison 2000/01 wechselte Breaux, dem Drang zum Korb und ein guter Distanzwurf bescheinigte wurden, zu Brandt Hagen in die Basketball-Bundesliga. Der Flügelspieler erreichte in 10 Bundesliga-Einsätzen für Hagen im Durchschnitt 17,8 Punkte sowie 4,2 Rebounds, danach kam es zwischen den Hagenern und Breaux noch während der Saison zur Trennung. Breaux, den Hagens damaliger Trainer Dirk Bauermann als „hervorragenden Werfer und guten Verteidiger“ einstufte, hatte sich mit Bauermann überworfen, diesem Feigheit und eine Bevorteilung Daren Queenans unterstellt und war daraufhin entlassen worden. In der Saison 2003/04 spielte er kurzzeitig noch einmal für die Yakima Sun Kings in der US-Liga CBA.
Breaux fasste in seinem Heimatland beruflich im Finanzwesen Fuß, 2010 erkrankte er an Krebs.